# Raionul Stara Vîjivka, Volînia
Stara Vîjivka (în ucraineană Старовижівський район, transliterat: Starovîjivskîi raion) este un raion în regiunea Volînia, Ucraina. Reședința sa este așezarea de tip urban Stara Vîjivka.

## Demografie
Componența lingvistică a raionului Stara Vîjivka
     Ucraineană (99,49%)
     Alte limbi (0,48%)
Conform recensământului din 2001, majoritatea populației raionului Stara Vîjivka era vorbitoare de ucraineană (99,49%), existând în minoritate și vorbitori de alte limbi.